# Château de Tchornokozyntsi
Les ruines du château de Tchornokozyntsi (en ukrainien : Чорнокозинський замок) sont perchées sur une colline s'élevant au-dessus de la rivière Zbroutch, dans l'oblast de Khmelnytskyï, en Ukraine. 

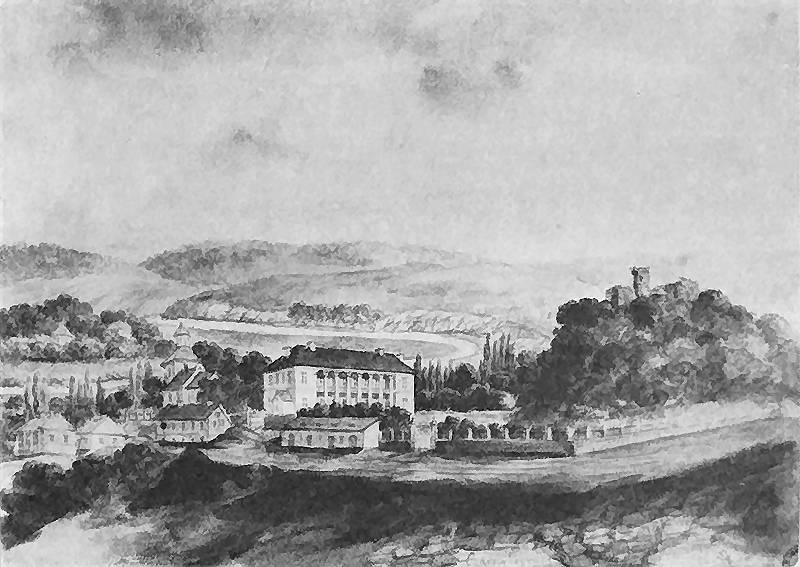
Par Napoleon Orda en 1871.

La construction fut, du XVe au XVIIIe siècle, la résidence d'été des évêques catholiques de Kamianets.